# Marcos Antônio Noronha
Marcos Antônio Noronha, mais conhecido por Dom Marcos Noronha (Areado, 18 de setembro de 1924 – Belo Horizonte, 16 de fevereiro de 1998), foi um professor e religioso brasileiro, primeiro bispo da atual Diocese de Itabira-Fabriciano. Recebeu sua ordenação presbiteral a 7 de dezembro de 1947 e episcopal a 7 de julho de 1965. No entanto, renunciou ao bispado em 1970. Mesmo com o fim do sacerdócio, manteve missões humanitárias e projetos sociais ao lado da Igreja Católica, até sua morte.

## Biografia
Antônio Marcos Noronha nasceu no município brasileiro de Areado, no interior do estado de Minas Gerais, em 18 de setembro de 1924, sendo um dos cinco filhos dos professores Joaquim Monteiro Noronha e Maria Laura Torraca Noronha. Foi ordenado padre em 7 de dezembro de 1947 e iniciou seu sacerdócio em Guaxupé, onde se mudou com familiares, criou raízes e mais tarde se tornou pároco. Em 1964, fundou a Faculdade de Filosofia, Ciências e Letras de Guaxupé (FAFIG), atual Centro Universitário da Fundação Educacional Guaxupé (Unifeg).
Em 7 de julho de 1965, Marcos Noronha foi nomeado primeiro bispo da então Diocese de Itabira pelo Papa Paulo VI. Sua Ordenação Episcopal aconteceu na Catedral de Guaxupé no dia 24 de agosto de 1965 sendo sagrante Dom José de Almeida Batista Pereira. Após uma estadia de quatro meses em Roma em 1965, como parte da última seção do Concílio Vaticano II, passou a se mostrar a favor de uma igreja menos burocrática e com maior participação popular. Ao final da década de 60, a Diocese de Itabira entra em uma "crise", com um decrescente número de católicos em sua área de atuação e o desabamento da antiga Catedral, devido a fortes chuvas. Posteriormente, Dom Marcos renunciou ao bispado em 2 de novembro de 1970, sendo sucedido por Dom Mário Teixeira Gurgel.
Em 1976, casou-se com Zélia Quintão Froes. No entanto, manteve missões humanitárias e projetos sociais ao lado da Igreja Católica tanto em Guaxupé quanto no território da Diocese de Itabira, onde também criara a Fundação Comunitária de Ensino Superior de Itabira (Funcesi), ainda quando foi Bispo. Além de professor e diretor da antiga FAFIG, morou em São Paulo, trabalhando na FEPASA, mudou-se para Belo Horinzonte, onde exerceu cargos na Fundação João Pinheiro, na Secretaria de Educação de Minas Gerais e na Secretaria de Planejamento do Estado. Faleceu em Belo Horizonte em 16 de fevereiro de 1998, vítima de uma trombose cerebral, sendo velado na Igreja São José do Operário, em Guaxupé, e sepultado no cemitério municipal da cidade. Em 3 de novembro de 2014, foi lançado na Academia Mineira de Letras o livro "Marcos Noronha – do Chão aos Sonhos", escrito por seu sobrinho e jornalista Bernardo Fróes Bicalho.